# Super Mario Maker
A Super Mario Maker 2015-ben megjelent platformjáték, melyet a Nintendo fejlesztett és jelentetett meg Wii U-ra a Super Mario harmincadik évfordulójának alkalmából. A játék egy évvel később Nintendo 3DS-re is megjelent, Super Mario Maker for Nintendo 3DS néven.

## Játékmenet
A játékos készíthet egy saját pályát ahova különböző tárgyakat és ellenfeleket rakhat le, és később több dolgot nyithat ki és megszabhatja a pálya stílusát és méretét is. Továbbá a játék stílusát is ki lehet választani hogy hogyan nézzen ki, és publikálhatjuk is ahol más emberek játszhattak a pályával, illetve csillagozhatnák ha tetszett nekik.

## Megjelenés
A játékot 2015. szeptember 10-én adták ki Super Mario harmincadik évfordulója alkalmából (még egy limitált kiadású Amiibót is készítettek belőle) és sok pozitív megjegyzést kapott a letisztult felület és a szerkesztő eszközök miatt. 2016 májusáig több mint 7 millió pályát töltöttek fel amiket már több mint 600 milliószor játszottak újra. 2016 decemberében egy Nintendo 3DS-kiadást is kapott Super Mario Maker for Nintendo 3DS címen.

## Super Mario Maker 2
A Nintendo 2019. június 28-án Super Mario Maker 2 címmel kiadta a játék folytatását Nintendo Switchre. Ez több tárgyat, ellenfelet, illetve pályát tartalmaz és az interneten keresztüli többjátékos módot is támogatja, viszont a Mystery Mushrooms-ot (ezzel az Amiibo szkennelést is) és a Weird Mushrooms-ot kivették a második részben.
A Nintendo később bejelentette hogy a Super Mario Makerben 2021. március 31-e után már nem lehet pályákat feltölteni és 2021. január 12-étől már nem elérhető a Wii U Nintendo eShopjának kínálatában.